# اكسبي بايت
اكسبي بايت (بالإنجليزية:  Exbibyte)‏ هي العديد من وحدة البايت وتستخدم في مخازن بيانات الحاسب، البادئة الثنائية اكسبي تعني 260 ، الرمز اكسبي بايت هو EiB . وهي عضو من مجموعة من الوحدات ذات البادئة الثنائية كما هو معرف في اللجنة الكهروتقنية الدولية International Electrotechnical Commission (IEC).
واحد اكسبي بايت = 260 بايت = 1152921504606846976 بايت = 1024 بيبي بايت